# 光电鼠标

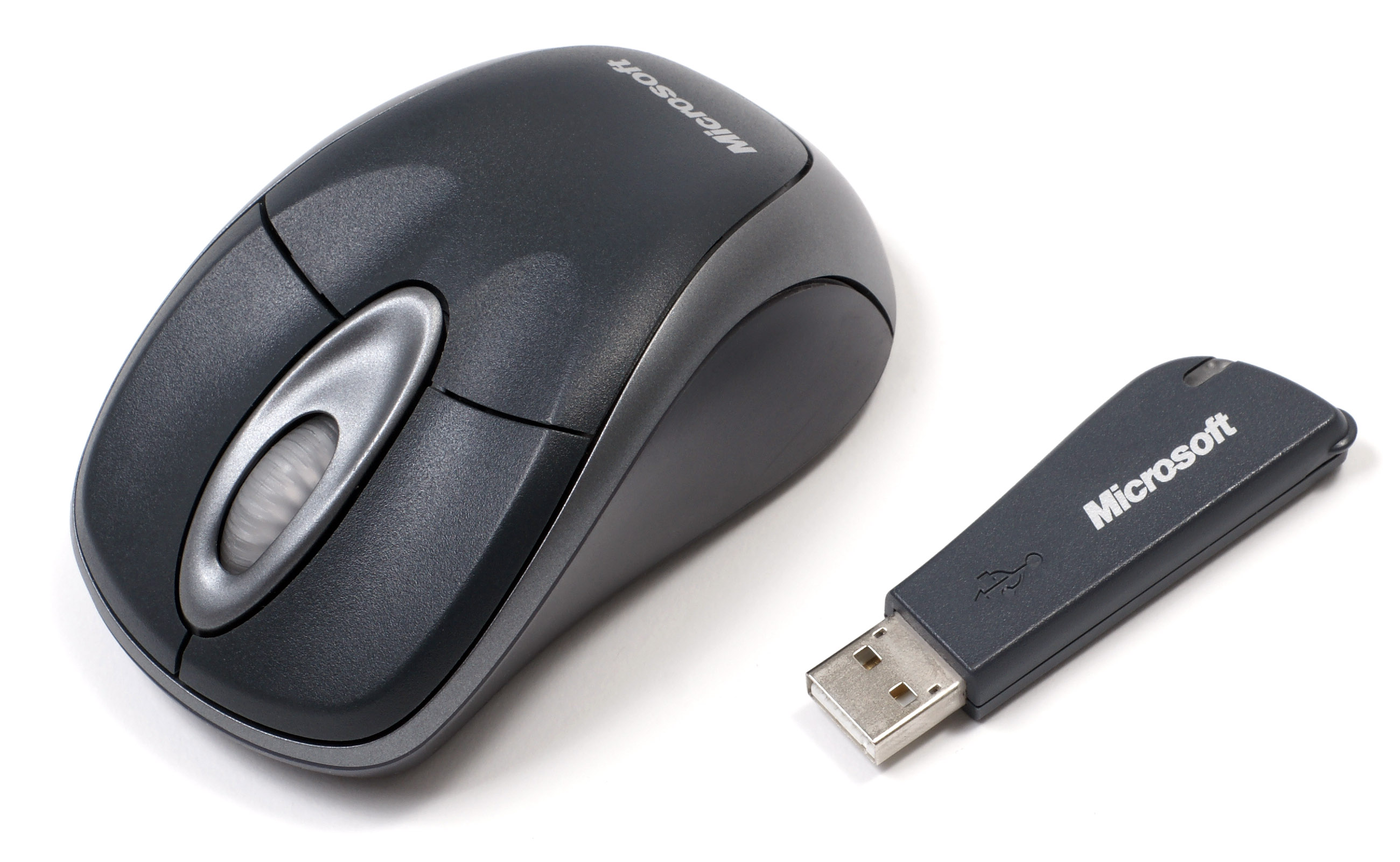
微软无线光电鼠标（左）與其USB接收器（右）

光电鼠标（亦称）通过发光二极管和光电二极管来检测鼠标对于一个表面的相对运动，它不像机械鼠标一样通过鼠标球的旋转驱动两个互相垂直的轴的转动来获得鼠标移动的位置。 最早的光电鼠标需要使用预先印制的鼠标垫表面上才能检测到鼠标的运动，而现在的光电鼠标如果在透明的表面上工作，就不能检测到鼠标的运动，如玻璃镜面。激光二极管可以使之达到更好的分辨率和精度。使用电池供电的无线光电鼠标通过间歇性闪烁光学元件以节省电力，只有检测到运动时，發光二極管才会稳定地亮起。

## 早期的光电鼠标

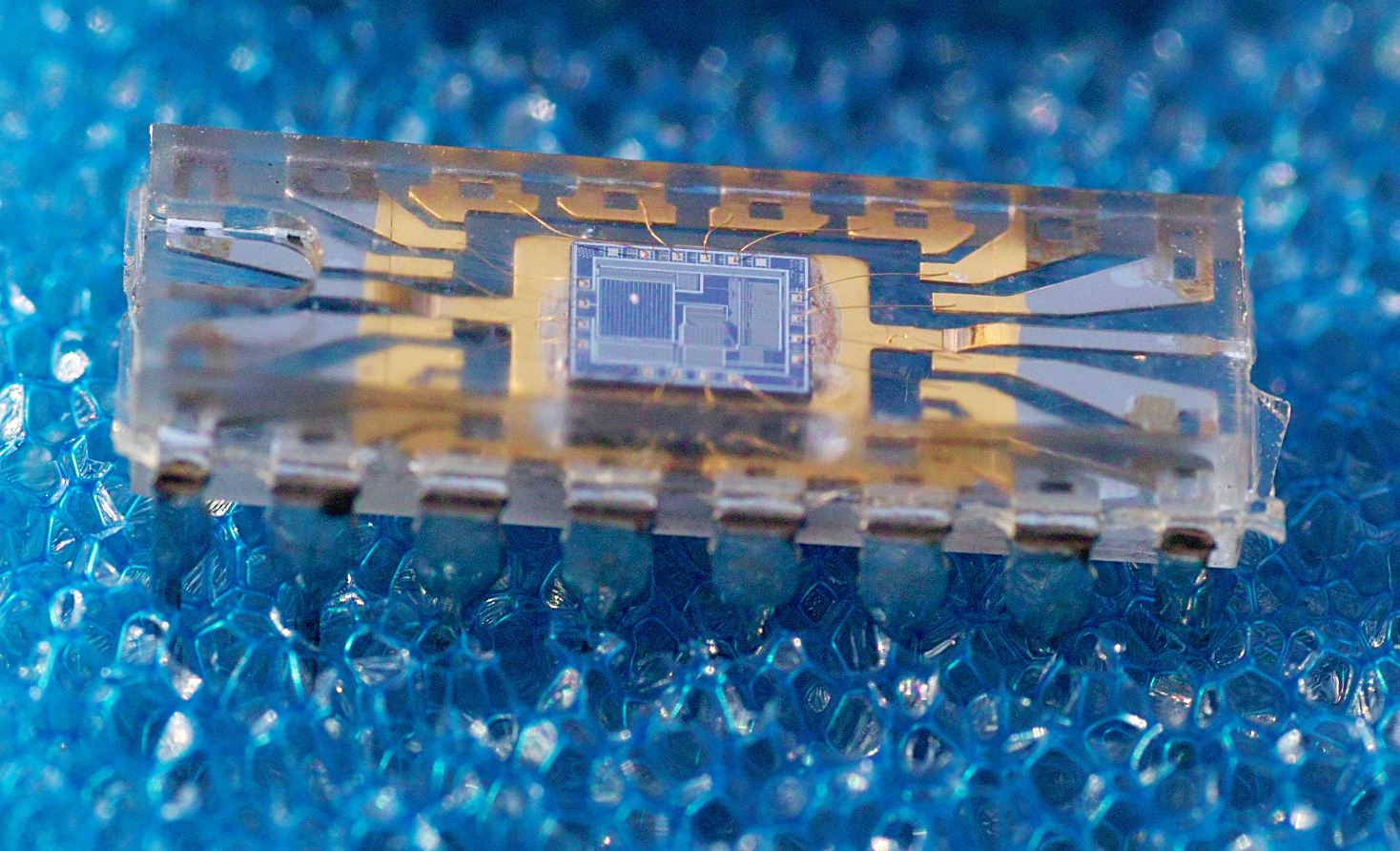
施乐的光电鼠标芯片

早期的光学鼠标是在1980年被作为两个独立的发明展示的：

其中一些，如被麻省理工学院的史蒂夫·基尔什（Steve Kirsch）和Mouse Systems Corporation发明的光电鼠标。它使用了一个红外LED和一个四象限红外传感器，以检测一个被印有特殊红外线吸收颜料的金属表面所画上的网格线。以此来使用中央處理器来计算鼠标在网格上面的速度和方向。

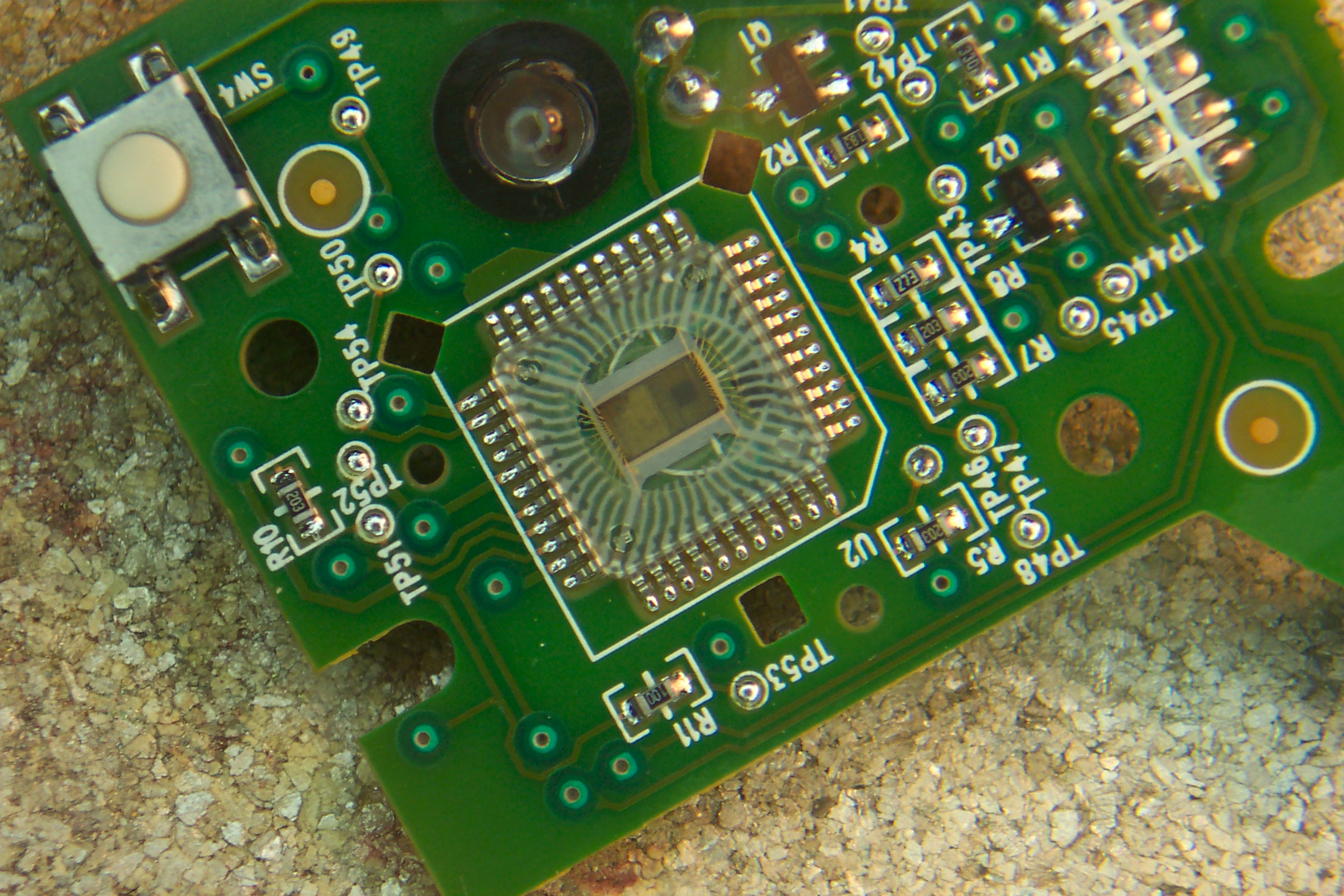
微软无线光电鼠标里的光电传感器（1.0A）

还有由施乐销售，由理查德·F·里昂（Richard F. Lyon）发明的，使用一个16像素的可见光图像传感器，还在同一芯片上集成了运动检测和跟踪一个被印刷成为暗场的纸或者鼠标垫上的光点。

这两类的鼠标有着不同的原理，史蒂夫·基尔希的鼠标使用嵌入在鼠标垫中的xy坐标系，工作时鼠标垫不能够旋转；而里昂的鼠标则把xy坐标系放置在了鼠标里面。

## 现代的光电鼠标

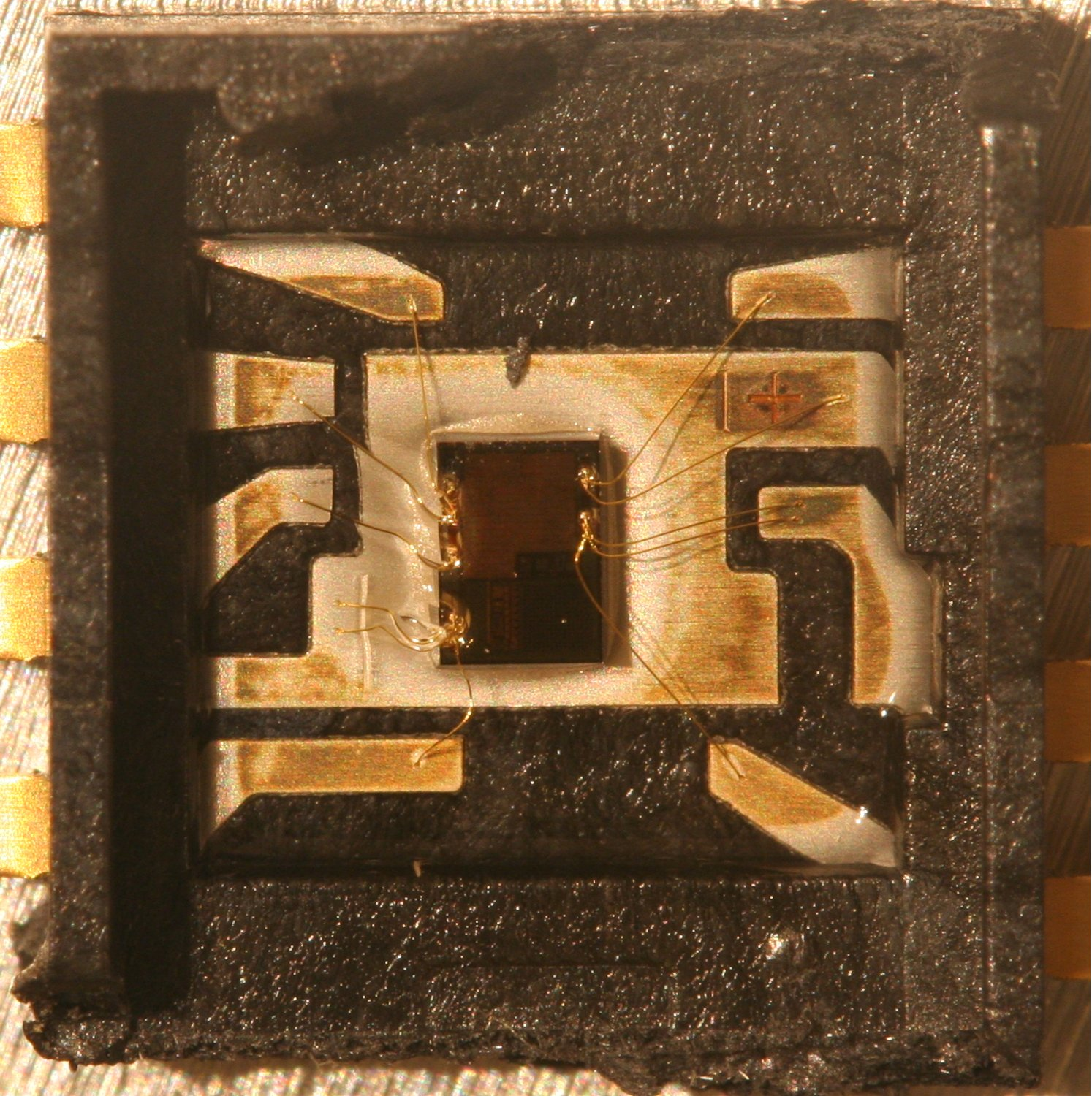
拆卸下来的光电鼠标的传感器

现代光电鼠标需要通过一个光电传感器（实际上是一个小型低分辨率摄像头）来采集鼠标在物体表面上的移动方位。随着计算机计算能力的提升和廉价，鼠标本身就被嵌入了更加强大的图像处理芯片。这个芯片会预先启动来使得鼠标能检测到它在各式的表面上的相对运动，移动鼠标就会得到屏幕上光标的移动，而不必使用一个特质的鼠标垫。

第一个成功并被商业化的光电鼠标是微软的Intellimouse。它在1999年发布并且使用了惠普的技术。它几乎可以在任何物体表面上工作，并且对于机械鼠标来讲是一个长足的进步。它不需要经常地来拆开以清理污垢，光标跟踪也更稳定。其他制造商很快跟随微软的领先优势使用的惠普分拆出来的“安捷伦科技（ Agilent Technologies）”所制造的部件，机械鼠标在几年之后便成为了过时产品。

现代光电鼠标的底层技术被成为“数字光电技术（Digital image correlation）”，这种技术率先被用在国防工业上来跟踪军事目标。光电鼠标所使用图像传感器能感觉到天然存在的材料的纹理，如木材，布，鼠标垫等。这些表面被发光二极管点亮时，在被发光二极管扫射到的角度下，投下明显的光影，像一个丘陵在日落时被点燃的样子。

光电鼠标的工作原理可以将其想像两张照片都照着相同的对象，但是两者之间有些许差别。然后就像是把这两张图片放在类似以医院专门用来看片子的背面有光的看片台上，使之更加透明化，然后按照它们的样子来排队。之后计算这两张图片之间的偏移量，然后计算鼠标移动的距离。

光电鼠标甚至会在每秒钟内连续捕捉一千张图像。根据鼠标移动的速度，每张图像都会被排队然后相互抵消来计算偏移量。光学鼠标会处理这些图像，计算自从上个图像开始偏移了多少。

一个光学鼠标一般使用一个18×像素的单色像素阵列的图像传感器。其传感器通常共享相同的ASIC（特殊应用积体电路）来存储和处理图像。

## 發光二極管照明

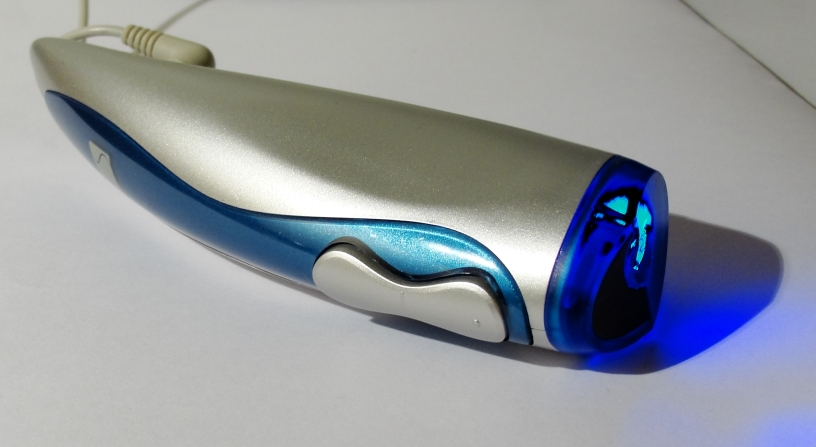
使用蓝色發光二極管的V-Mouse VM-101

光电鼠标通常使用發光二極管照明，即激光。光电鼠标的发光二极管的颜色可能有所不同，但是红色是最为常见的。因为红色二极管是最为廉价的并且硅光电传感器（silicon photodetectors）对红光最为敏感。有时候也有使用其他颜色的进行照明，如右图所示的使用蓝色LED的V-Mouse VM-101。

## 激光鼠标

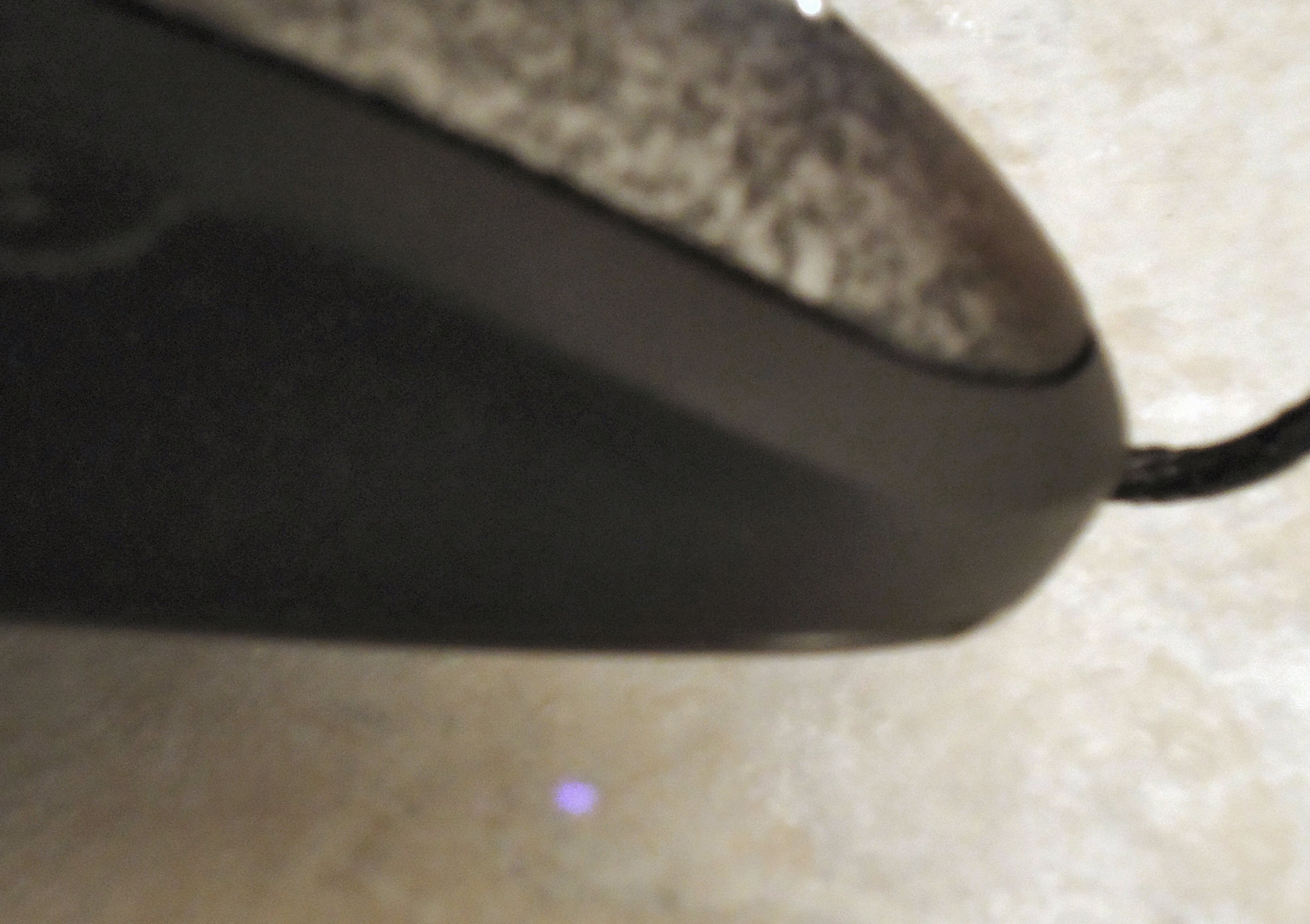
尽管肉眼捕捉到的只是一个紫色的点，但是它的波长更容易让人眼敏感

激光鼠标使用的是红外线的激光二极管，而不是LED来为传感器提供照明。早在1998年，Sun Microsystems公司为他们的Sun SPARC工作站提供了一种激光鼠标。然而，激光鼠标一直没能成为主流。直到2004年罗技的Paul Machin（音译：保罗·梅琴）与其合作伙伴Avago Technologies（前身为安捷倫科技）推出了MX 1000激光鼠标为止。这款鼠标采用小型红外激光而不是LED。并且显著增加了拍摄图像的分辨率。但是激光尽管有出色的表面跟踪，但是相较于LED照明的光学鼠标来讲更容易引发健康风险。比如讲鼠标正对着眼睛。

2009年8月，罗技推出了会发射出两束激光的鼠标，这能使得它可以在玻璃或者光滑的表面上更好的追踪。

## 电力
鼠标制造商通常会设计自己的光电鼠标的电源配置方案，尤其是在使用电池供电的无线鼠标，总是会在可能的情况下来尽可能的节省电力。想要做到这一点，鼠标的LED就会在待机模式下变暗或者闪烁（不同的鼠标有不同的进入待机状态的时间）。拿一个典型的例子（罗技鼠标）的四个电源状态，即每秒钟传感器闪烁的次数。
- 11500次：最大闪烁次数。响应和移动是最迅速的，照的非常明亮。
- 1100次：鼠标没有移动的情况。照明显得暗淡。
- 110次：待机状态。
- 12次：睡眠状态。

有些情况下，尽管鼠标出于待机或睡眠状态，但是仍然可以检测到运动。而有时鼠标却会把传感器关闭，必须要点按一下按键才能唤醒（某些Targus鼠标就是这样）。

有些鼠标利用红外元件（LED或者激光）来使得光电鼠标的电池寿命大大增加。有些鼠标，如罗技V450 848nm激光鼠标，甚至可以仅仅使用两节电池而使用整整一年。这正是因为红外激光的低功耗的要求。

鼠标的低延迟和高响应性也是非常重要的。例如在玩游戏时，可以关闭省电功能以提高性能。

## 光电鼠标与机械鼠标的异同

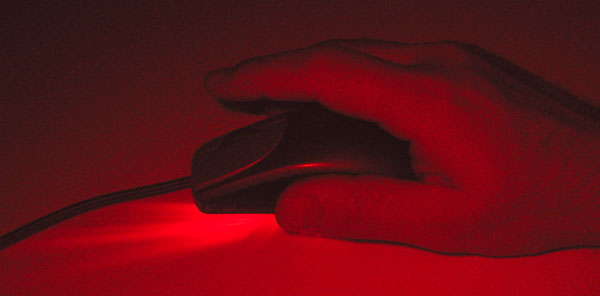
罗技iFeel鼠标采用了红色LED光来投射

维护性：不同于机械鼠标，光电鼠标除了按键和滚轮之外没有活动部件。机械鼠标需要常规性的清洁转轴表面的污垢以维持平滑跟踪，而光电鼠标从原理上不存在这一问题。当然，光电鼠标的垫脚存在磨损和污垢累积的现象，如果不加以处理同样会影响性能。
丢帧：光电鼠标的以固定频率扫描，这造成了在相邻采样间隙丢失位移信息的现象，特别是在鼠标以高加速度移动的情况下尤其明显：造成的结果是光标不能的还原鼠标实际运动轨迹。显然，扫描频率越低，丢帧现象越明显，提高扫描频率就可以减轻丢帧现象。1999年-2000的，采用早期HP H2000芯片的第一代光电鼠标（代表型号是微软IE/IO 1.0，扫描频率在1500Hz）受到丢帧问题的影响比较严重，以至当时光电鼠标被认为定位性能较差，不能满足高端游戏玩家的需要。2001年微软推出了Intellieye 2系列光电组件（代表成品型号是Intellimouse Explorer 3.0和Intellimouse Optical 1.1型鼠标），采样频率提高到6000次每秒，才极大改善了丢帧情况，使得光电鼠标被顶级FPS游戏玩家接受。相比之下，机械鼠标的二轴运动传感，输出的是连续的模拟电信号，在理想状况下（没有脏污，表面合适，当然这种理想状况在现实中很难维持），对于位移的感应是无极连续的，即几乎不存在丢帧现象。虽然严格说来，这种模拟信号也要通过模拟/数位转换过程输入微处理器，这一过程也有采样频率之说，不过其频率相较于光电鼠标的扫描频率高出数个数量级，可视为近乎无穷。
表面兼容性：光电鼠标不可以在一些很光滑或者没有反射能力的表面上使用，甚至在一些为机械鼠标设计的光滑或彩色的鼠标垫上也不能很好发挥效果。不适当的表面可能加剧丢帧现象，即造成操作过程中的光标漂移。